# Nicola Racke

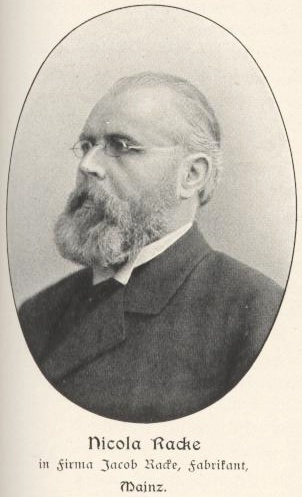
Nicola Racke

Adolph Joseph Nicolaus Racke, öfter Nicola Racké (* 11. Januar 1847 in Mainz; † 26. Dezember 1908 ebenda) war ein deutscher Weinhändler und Mitglied des Deutschen Reichstags sowie der zweiten Kammer der Landstände des Großherzogtums Hessen (Katholische Volkspartei bzw. Zentrum).

## Leben
Nicola Racké war der Sohn des Handelsmannes Jakob Racké und seiner Ehefrau Anna Maria geborene Wüst. Racke besuchte nach mehrjährigem Privatunterricht das Rabanus-Maurus-Gymnasium bis zum Jahr 1864 und anschließend bis 1866, ein auswärtiges Institut zur Weiterbildung auf dem Gebiet der Handelswissenschaften und neueren Sprachen. Nach dem Tode seines Vaters 1866 übernahm er die väterliche Weinessigfabrik und Weinhandlung.
Am 12. Juli 1870 vermählte sich Nicola Racké in Mainz mit Katharina Wilhelmine Moufang, einer Nichte des Mainzer Bistumsverwesers und Domherren Christoph Moufang und Schwester des Heidelberger Rechtsanwaltes Wilhelm Moufang senior, dem Vater der Heidelberger Juristen Nicola Moufang, Eugen Moufang, Franz Moufang und Wilhelm Moufang. Ein Onkel Nicola Rackés, Karl Racké, war Bürgermeister von Mainz. Ein weiterer Onkel, Adam Racké, gründete in Bingen eine durch die Marke Racke rauchzart bekannte Wein- und Spirituosenhandelsfirma.
Seit 1885 war er Ehrenmitglied der katholischen Studentenverbindung VKDSt Hasso-Rhenania Gießen im CV.
Nicola Racké und drei seiner Töchter wurden am 26. Dezember 1908 durch seinen Sohn ermordet.

## Politik
1869 hatte Nicola Racké eine führende Rolle bei der Gründung der Katholischen Volkspartei Hessen, einem Vorläufer der Zentrumspartei Hessen inne. 1874 wurde Racké in das Mainzer Stadtverordneten-Kollegium gewählt. 1884 war er ein Mitgründer des Zentrums in Mainz. In der 22. bis 28. Wahlperiode (1875–1893) war er Abgeordneter der zweiten Kammer der Landstände des Großherzogtums Hessen. In den Landständen vertrat er den Wahlbezirk Rheinhessen 10/Bingen-Land.
Als Ultramontanist hielt er zahlreiche polemische Reden bei politischen und religiösen Versammlungen. Unter anderem wurde er wegen Beschimpfung von Glaubensgemeinschaften und Verstoßes gegen das Pressegesetz zu drei Wochen Gefängnis verurteilt, weil er die Darbringung des Messopfers durch einen suspendierten und exkommunizierten Priester nach kirchlicher Auffassung ein Sakrileg nannte.
Von 1884 bis 1890 war er Mitglied des Deutschen Reichstags für den Wahlkreis Großherzogtum Hessen 9 Mainz, Oppenheim und die Deutsche Zentrumspartei. Anfang der 1890er Jahre war er in Konflikte im hessischen Zentrum involviert, aus denen Adam Joseph Schmitt als Führer des hessischen Zentrums hervorging.

## Auszeichnungen
- 1875 Juni – Verleihung des päpstlichen Pius-Ordens III. Klasse[5]
- 1883 Februar 24 – Ehrenzeichen für Verdienste während der Wassersnoth 1882/83 (Großherzogtum Hessen)[6] für seine Verdienste um Abwendung der Wassergefahr von der Stadt Mainz
- 1894 September 10 – großherzoglich hessische Goldene Verdienstmedaille für Wissenschaft, Kunst, Industrie und Landwirtschaft[7]